# 粪厂门
粪厂门（希伯來語：‎，羅馬化：Sha'ar HaAshpot，阿拉伯语：‎，又名Silwan门、Mograbi 门）是耶路撒冷旧城的一座城门，位于城墙的南侧东部，圣殿山的西南侧。 
粪厂门靠近西墙，是汽车的主要通道。原本粪厂门规模较小，1948年约旦占领旧城后，在1952年加以扩建。1967年以色列占领后，建筑师阿伦森修复了这座城门。 西墙的入口就在粪厂门内。在晚间，公共汽车穿过城门到达西墙公共汽车站，就在城门后面；在白天，公共汽车停靠在城门外。

## 名称

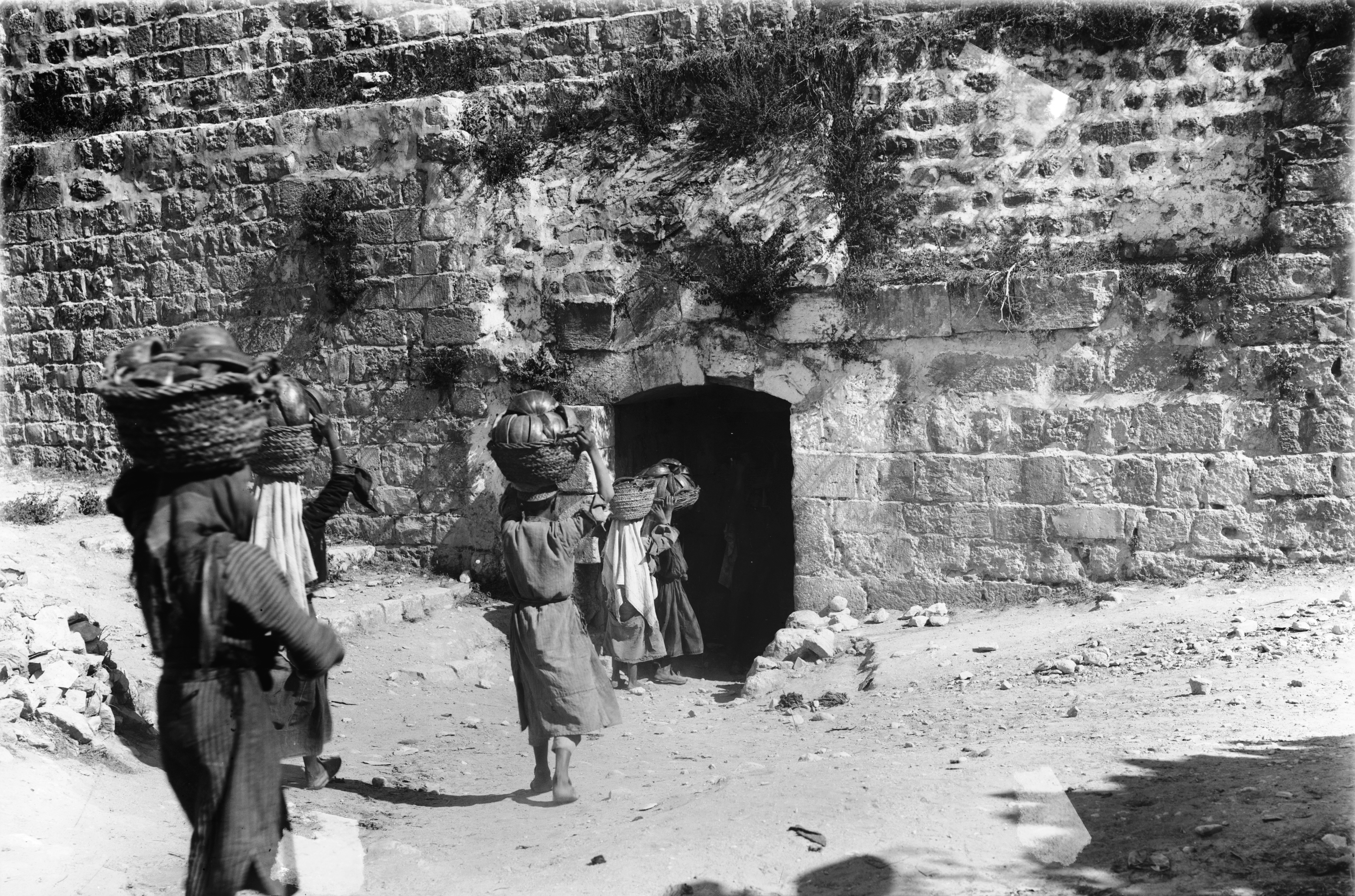
1940年代扩建前的粪厂门

粪门的名称曾出现在《尼希米记》3章13-14节。它可能是因为从圣殿运出的排泄物经此运往欣嫩子谷焚烧。古代的粪门可能并不在今天的位置。
Mograbi门这个名字（Bab El Magharbeh）源于该地区历史上的摩尔人。